# Reliez Valley (California)
Reliez Valley es un lugar designado por el censo ubicado en el condado de Contra Costa en el estado estadounidense de California. En el año 2010 tenía una población de 3.101 habitantes.

## Geografía
Reliez Valley se encuentra ubicado en las coordenadas 37°56′23.7″N 122°6′9.62″O / 37.939917, -122.1026722.